# El·la Pamfílova
El·la Aleksàndrovna Pamfílova (rus: Элла Александровна Памфилова; Olmaliq, 12 de setembre de 1953) és una política russa, exdiputada de la Duma Estatal, candidata a la presidència l'any 2000 i expresidenta (2004-2010) del Consell Presidencial per a la Societat Civil i els Drets Humans. El 18 de març de 2014 es va convertir en la comissària de Drets Humans de Rússia, succeint a Vladímir Lukín. El 28 de març de 2016 va esdevenir presidenta de la Comissió Electoral Central.

## Biografia
Pamfílova va començar la seva carrera a les obres centrals de reparació i enginyeria de Moscou com a enginyera. També va ser la primera dona a dirigir l'empresa d'aliments per a mascotes del país Belka, que va supervisar entre 1984 i 1986. Va passar a ser diputada popular de l'URSS i membre del Soviet Suprem de la Unió Soviètica.
Durant el període de 1991 a 1994, va dirigir el Ministeri d'Atenció Social sota el president Borís Ieltsin. Entre 1994 i 1999, Pamfílova va ser escollida tres vegades com a membre de la Duma Estatal.
L'any 2000 va ser la primera dona a presentar-se com a candidata a una campanya electoral presidencial russa.
Des del 2004 és cap de la Comissió de Drets Humans de Vladímir Putin.
A la sessió de la Duma Estatal del 7 d'octubre de 2009, un diputat de Rússia Unida, Robert Xleguel, va proposar que el president destituís Pamfílova de la Comissió de Drets Humans per defensar els drets d'Aleksandr Podrabínek. L'organisme, liderat per Pamfílova, havia qualificat les protestes d'"una campanya de persecució... organitzada per aventurers irresponsables de Naxi" i va dir que els activistes mostraven evidències d'extremisme.

### Sancions
Pamfílova va ser sancionada pel govern del Regne Unit el 2022 amb relació a la guerra russoucraïnesa.
El desembre de 2022 els EUA també van imposar-li sancions.
El gener de 2023 va ser sancionada pel Japó a causa de la invasió russa d'Ucraïna de 2022.